# Lista de prêmios e indicações recebidos por Restart
Este anexo lista os prêmios e indicações recebidos pela banda Restart.

## Capricho Awards
| Ano  | Nomeação                | Categoria                       | Resultado | Ref   |
| ---- | ----------------------- | ------------------------------- | --------- | ----- |
| 2010 | Melhor Banda Nacional   | Restart                         | Venceu    | [ 1 ] |
| 2010 | Melhor Cantor Nacional  | Pe Lanza                        | Venceu    | [ 1 ] |
| 2010 | Melhor Música Nacional  | "Recomeçar"                     | Venceu    | [ 1 ] |
| 2010 | Melhor Capa da Capricho | Restart                         | Venceu    | [ 1 ] |
| 2011 | Melhor Banda Nacional   | Restart                         | Indicado  |       |
| 2011 | Melhor Cantor           | Pe Lanza                        | Indicado  |       |
| 2011 | Melhor Música           | "Pra Você Lembrar"              | Venceu    |       |
| 2011 | Namoro do Ano           | Pe Lanza e Giovanna Lancellotti | Indicado  |       |

## MTV Awards

### MTV Video Music Brasil
| Ano  | Nomeação           | Categoria         | Resultado | Ref |
| ---- | ------------------ | ----------------- | --------- | --- |
| 2010 | Artista do Ano     | Restart           | Venceu    |     |
| 2010 | Artista Revelação  | Restart           | Venceu    |     |
| 2010 | Hit do Ano         | "Levo Comigo"     | Venceu    |     |
| 2010 | Videoclipe do Ano  | "Recomeçar"       | Venceu    |     |
| 2010 | Melhor Artista Pop | Restart           | Venceu    |     |
| 2012 | Hit do Ano         | "Menina Estranha" | Venceu    |     |

### MTV Europe Music Awards
| Ano  | Nomeação              | Categoria | Resultado | Ref   |
| ---- | --------------------- | --------- | --------- | ----- |
| 2011 | Melhor Artista Latino | Restart   | Venceu    | [ 2 ] |
| 2011 | Melhor Artista Global | Restart   | Indicado  | [ 2 ] |

### MTV Latin Music Awards
| Ano  | Recipiente | Categoria    | Resultado |
| ---- | ---------- | ------------ | --------- |
| 2015 | Restart    | Biggest Fans | Venceu    |

## Meus Prêmios Nick
| Ano  | Nomeação               | Categoria         | Resultado | Ref   |
| ---- | ---------------------- | ----------------- | --------- | ----- |
| 2010 | Cantor Favorito        | Pe Lanza          | Indicado  | [ 3 ] |
| 2010 | Banda Favorita         | Restart           | Indicado  | [ 3 ] |
| 2010 | Revelação Musical      | Restart           | Indicado  | [ 3 ] |
| 2011 | Twitter Favorito       | Restart           | Indicado  |       |
| 2011 | Banda Favorita         | Restart           | Indicado  |       |
| 2011 | Cabelo Maluco Favorito | Restart           | Indicado  |       |
| 2011 | Música Favorita        | "Vou Cantar"      | Indicado  |       |
| 2011 | Cantor Favorito        | Pe Lanza          | Indicado  |       |
| 2011 | Gato Favorito          | Thomas            | Indicado  |       |
| 2012 | Banda Favorita         | Restart           | Indicado  | [ 4 ] |
| 2012 | Cantor Favorito        | Pe Lu             | Indicado  | [ 4 ] |
| 2012 | Música do Ano          | "Menina Estranha" | Indicado  | [ 4 ] |
| 2013 | Banda Favorita         | Restart           | Venceu    | [ 5 ] |

## Prêmios Multishow

### Prêmio Multishow de Música Brasileira
| Ano  | Nomeação              | Categoria          | Resultado | Ref   |
| ---- | --------------------- | ------------------ | --------- | ----- |
| 2010 | Melhor Música         | "Recomeçar"        | Venceu    | [ 6 ] |
| 2010 | Artista Revelação     | Restart            | Indicado  | [ 6 ] |
| 2011 | Melhor Álbum          | Restart By Day     | Venceu    | [ 7 ] |
| 2011 | Melhor DVD            | Happy Rock Sunday  | Indicado  | [ 7 ] |
| 2011 | Melhor Grupo          | Restart            | Indicado  | [ 7 ] |
| 2011 | Melhor Show           | Restart            | Indicado  | [ 7 ] |
| 2011 | Melhor Instrumentista | Koba               | Indicado  | [ 7 ] |
| 2011 | Melhor Cantor         | Pe Lanza           | Indicado  | [ 7 ] |
| 2011 | Melhor Música         | "Pra Você Lembrar" | Indicado  | [ 7 ] |
| 2011 | Melhor Videoclipe     | "Pra Você Lembrar" | Venceu    | [ 7 ] |

### Troféu Top TVZ
| Ano  | Nomeação                | Categoria | Resultado | Ref |
| ---- | ----------------------- | --------- | --------- | --- |
| 2010 | Artista Nacional do Ano | Restart   | Indicado  |     |

## Prêmio Globo de Melhores do Ano
| Ano  | Nomeação          | Categoria | Resultado | Ref   |
| ---- | ----------------- | --------- | --------- | ----- |
| 2010 | Revelação Musical | Restart   | Venceu    | [ 1 ] |

## Prêmio Jovem Brasileiro
| Ano  | Nomeação           | Categoria | Resultado | Ref   |
| ---- | ------------------ | --------- | --------- | ----- |
| 2010 | Melhor Banda Jovem | Restart   | Venceu    | [ 8 ] |
| 2011 | Melhor Banda Jovem | Restart   | Venceu    | [ 3 ] |

## Prêmio de Música Digital
| Ano  | Nomeação          | Categoria | Resultado | Ref   |
| ---- | ----------------- | --------- | --------- | ----- |
| 2010 | Artista Revelação | Restart   | Venceu    | [ 9 ] |

## Troféu Imprensa
| Ano  | Nomeação                | Categoria | Resultado | Ref |
| ---- | ----------------------- | --------- | --------- | --- |
| 2011 | Melhor Conjunto Musical | Restart   | Venceu    |     |
| 2011 | Artista Revelação       | Restart   | Indicado  |     |

## Kids Choice Awards
| Ano  | Nomeação                    | Categoria | Resultado | Ref    |
| ---- | --------------------------- | --------- | --------- | ------ |
| 2012 | Artista Brasileiro Favorito | Restart   | Venceu    | [ 10 ] |